# Edmond-Charles Genêt
Edmond-Charles Genêt (ur. 8 stycznia 1763 w Wersalu, zm. 14 lipca 1834 w East Greenbush) – francuski dyplomata. 
W latach 1789–1792 był francuskim Chargé d’affaires w Petersburgu. W 1792 roku cesarzowa Katarzyna II uznała go za persona non grata.
W 1793 żyrondyści francuscy wysłali go do USA jako ambasadora, jednak jego działalność polegająca na rekrutowaniu amerykańskich ochotników do armii francuskiej spotykała się z niechęcią Amerykanów. 
Gdy jednak władzę we Francji przejęli radykalni jakobini, George Washington udzielił mu azylu politycznego.